# Salinas del Manzano
Salinas del Manzano és un municipi de la província de Conca, a la comunitat autònoma de Castella-La Manxa.
El patro d'aquest municipi s'anomena Sant Roque.

## Demografia
| 1991 |  | 1996 |  | 2001 |  | 2004 |
| ---- |  | ---- |  | ---- |  | ---- |
| 149  |  | 135  |  | 109  |  | 107  |